# سور نامه همايون

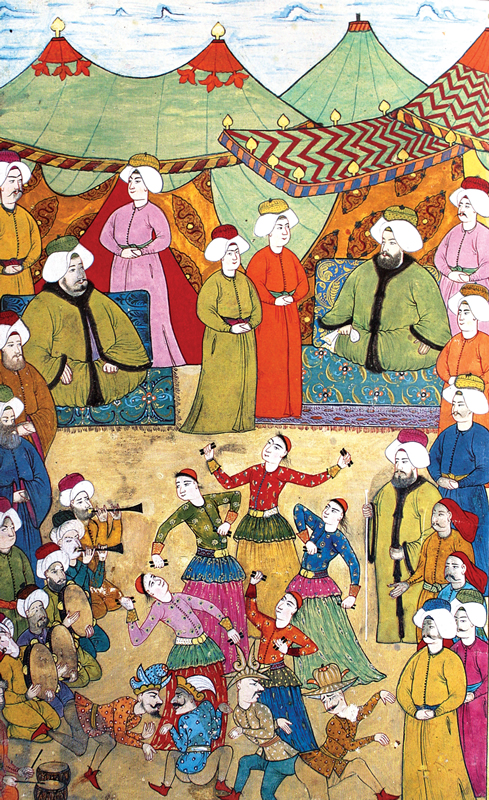
تصوير للموسيقيين والراقصين وهم يسليون الجمهور، وجد في كتاب "اللقب" ، مخطوطة تعود إلى عام 1720.

سور نامه همايون ( بالتركية العثمانية والفارسية: سورنامه همایون, رومنة: Imperial Festival Books؛ ويعني: كتب الاحتفال الإمبراطورية) كانت ألبومات تخلد الاحتفالات في الإمبراطورية العثمانية بتفاصيلها التصويرية والنصية. وشملت هذه الاحتفالات بشكل رئيس حفلات الزفاف الإمبراطورية ومهرجانات الختان. كلَّفت الأسرة الإمبراطورية العثمانية بإعداد هذه الألبومات، وعادة ما كان ذلك بناء على طلب السلطان الذي كان يحكم في ذلك الوقت. تروي الألقاب تفاصيل الاحتفالات حسب ترتيب حدوثها، والتي تشمل المواكب، والمداخلات الكبرى للسلطان، والأعياد، والفنانين، والموسيقيين، والراقصين، وتقديم الهدايا، وعروض الألعاب النارية، والختان، وحفلات الزفاف. على الرغم من أن العديد من الألقاب كانت تُصنع للاحتفال بختان الأمراء العثمانيين، إلا أن اللقب الأول تم تكليفه في عام 1524 لحفل زفاف.

## أهمية

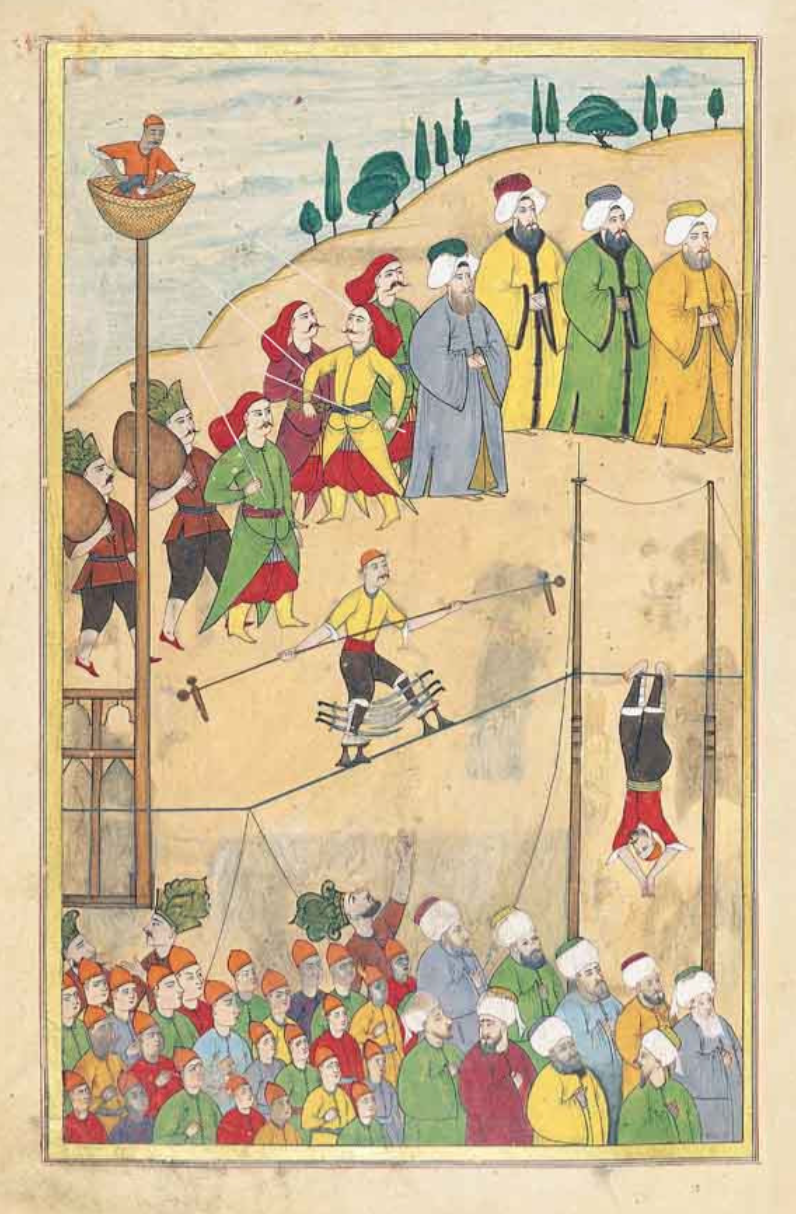
البهلوانات خلال الاحتفالات

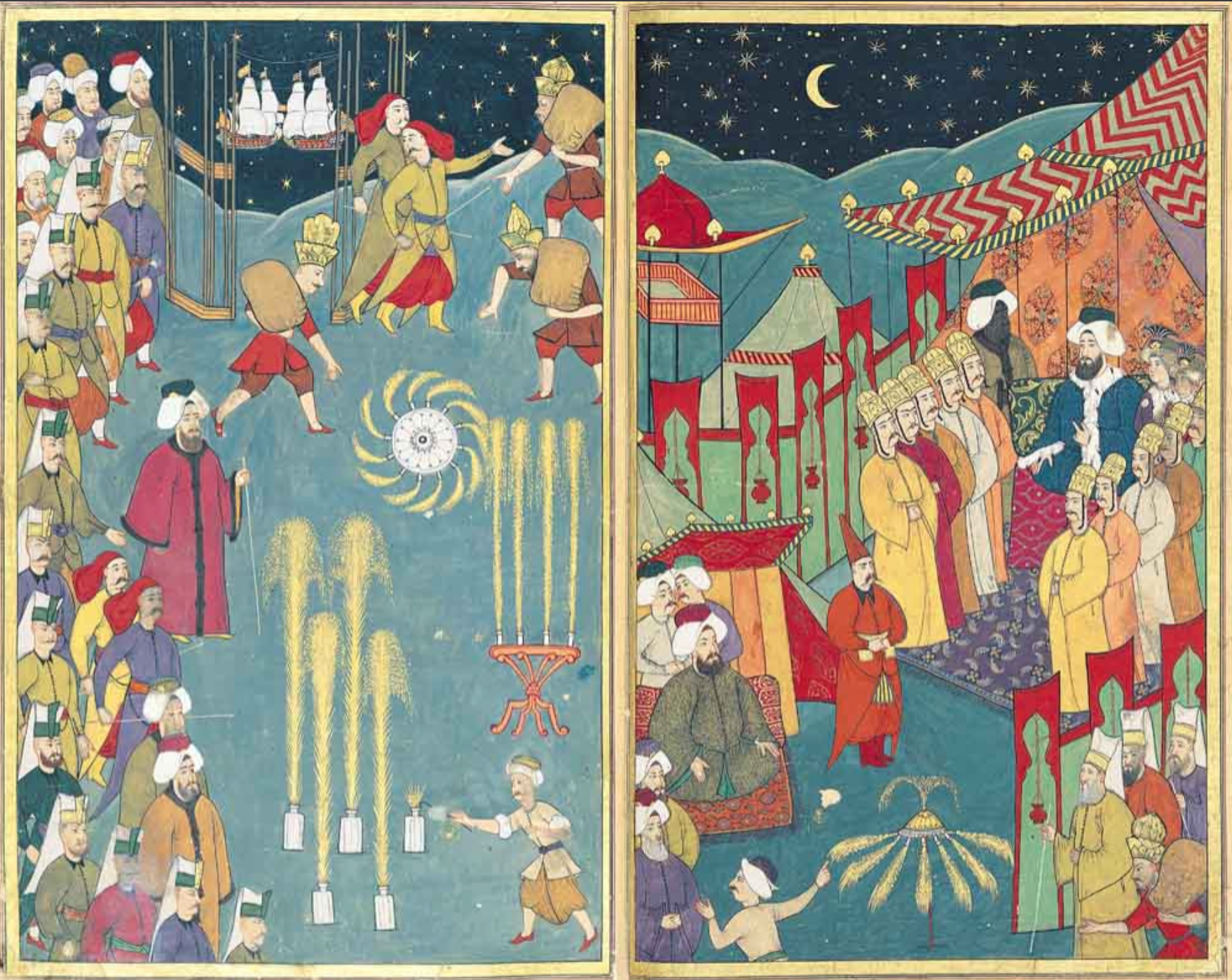
استخدام الألعاب النارية خلال الاحتفالات

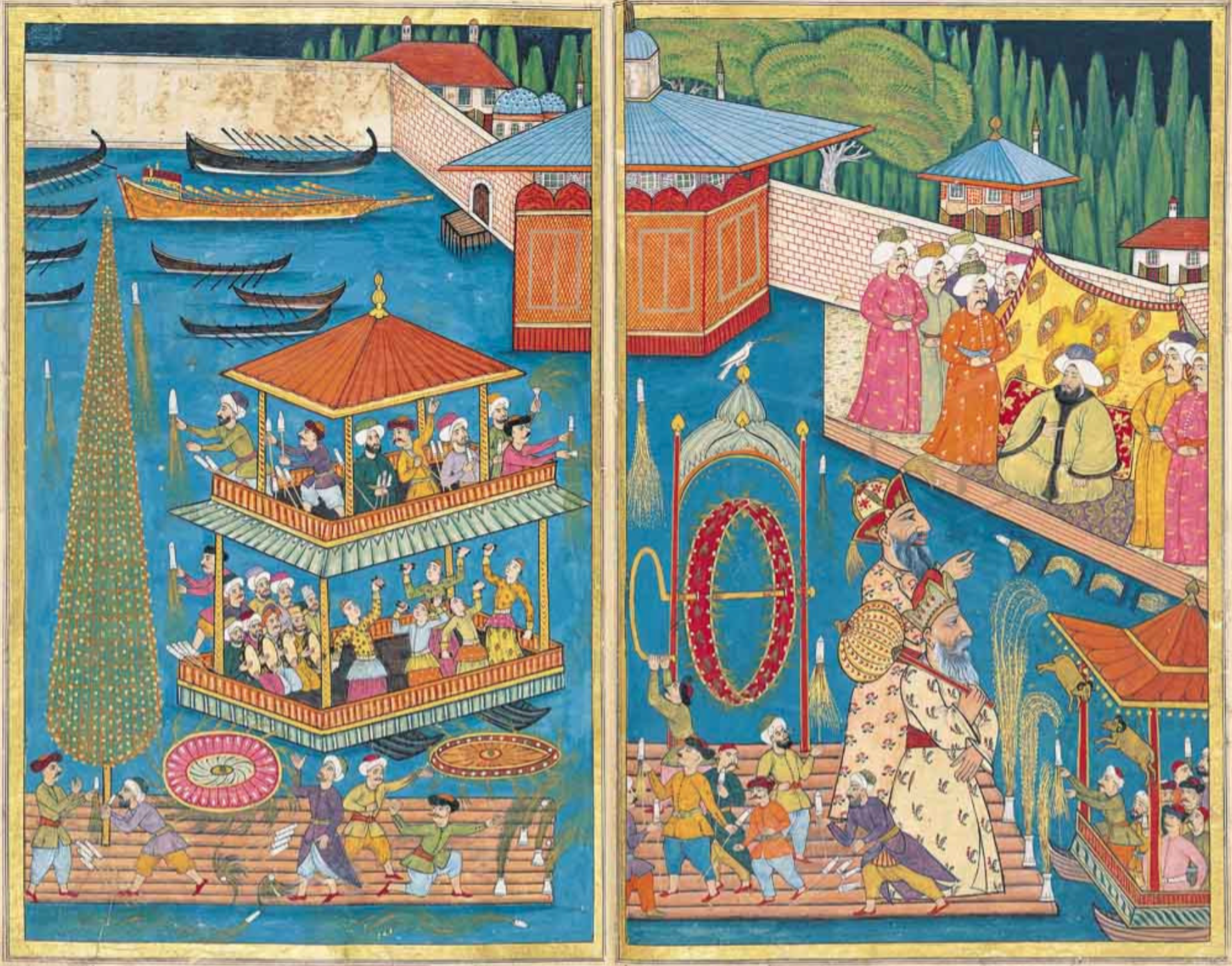
سفن العرض

ساهمت عدة أسباب في إعداد ألبومات المهرجانات هذه. أولًا، من خلال تكليف إعداد الألبومات للاحتفال ببعض المواكب، كانت تُظهر عظمة الحدث. فالرسومات الملونة التي ملأت صفحات الألبوم كانت تُظهر البذخ الذي اتسمت به هذه المواكب والتكاليف الباهظة المصاحبة لها. لم تُدّخر أي نفقات في هذه الاحتفالات أو في إعداد كتب المهرجانات. كما أراد السلاطين العثمانيون أن تبقى ذكرى خِتان أبنائهم أو زواج بناتهم حية بعد انتهاء الحدث نفسه. فكانت الألبومات وسيلة تتيح للأجيال القادمة أن تعيش أجواء تلك الاحتفالات. وقد شاركت في المواكب فئات عديدة من المجتمع، مما ساهم فعليًا في خلق شعور بالوحدة أو الجماعة. وهذا بدوره ساعد السلطان في الحفاظ على الدعم الشعبي له وللدولة العثمانية.
غالبًا ما كانت الـ«سورنمهات» تُغفِل الأحداث غير المرغوب فيها أو غير الجذّابة، بهدف الحفاظ على صورة أكثر ملاءمة. إذ تسهم هذه الألبومات في خلق صورة إيجابية تُبرز قوة السلطان والدولة. ونظرًا إلى أن هذه المهرجانات كانت تُنظَّم من قِبَل الأسرة الإمبراطورية، فإن الحفاظ على الدعم الشعبي وترسيخ السلطة كان أمرًا ذا أهمية قصوى بالنسبة لهم، إذ إن السلطة لم تُكتسَب عن طريق الاقتراع، بل انتقلت إليهم وراثةً.
وقد كان المهرجان برمّته، وكذلك ما ورد في الـ«سورنامه» نفسه، يحمل رسالة مفادها أن آليات الدولة تخلق النظام في عالم بطبيعته فوضوي. ومن الدوافع الأخرى وراء إعداد هذه الألبومات، السُمعة التي حرص السلاطين على الحفاظ عليها خارج حدود الإمبراطورية. فقد كان من المهم إبهار الدبلوماسيين الأجانب الذين حضروا هذه الاحتفالات، لأنهم كانوا ينقلون تقارير إلى ملوكهم في أوروبا، لا عن الأوضاع الراهنة في الدولة العثمانية فحسب، بل عن الأحداث العظيمة والمشاهد الباهرة كذلك.

## المواكب

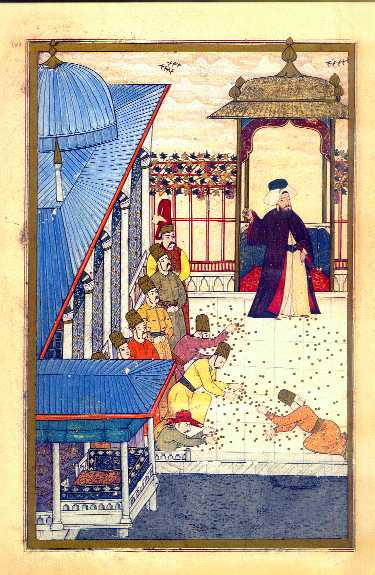
خلال المهرجانات المختلفة، كان السلطان العثماني يلقي العملات الذهبية على الحشود كدليل على الثروة الكبيرة التي تتمتع بها الأسرة الإمبراطورية.

كان هناك العديد من المهرجانات والطقوس التي أقيمت في الإمبراطورية العثمانية ولكن فقط الأكثر تفصيلًا وُثقت في لقب-الهمايون. وهذه هي المهرجانات التي من المعروف أنها موثقة بالتفصيل.
- 1524 يُعدّ أقدم مهرجان معروف تم إعداد لقب خاص له هو مهرجان زفاف الأميرة خديجة، شقيقة السلطان سليمان القانوني، من الصدر الأعظم إبراهيم باشا. وقد أمر السلطان سليمان بإنشاء هذا اللقب بهدف توثيق وقائع الحدث والحفاظ على سجل رسمي له.[2]
- 1530 أمر السلطان سليمان القانوني بإقامة هذا المهرجان في عام 1530، واستمر على مدى ثلاثة أسابيع. وقد اختير هذا التوقيت تحديدًا لتنظيم المهرجان رغم أن الجيوش العثمانية لم تتمكن من فتح فيينا، لكنها أيضًا لم تُهزَم، بل اضطرت إلى الانسحاب. ومن ثمّ، جاء المهرجان كاستراتيجية سياسية تهدف إلى تعزيز صورة الدولة وإظهار قوتها في أعقاب الحملة.[5]
- 1582 كُلِّف بإعداد هذا اللقب الهمايوني الأول توثيقًا لمهرجان الختان، وكذلك تخليدًا لذكرى الأمير محمد، نجل السلطان مراد الثالث. وقد استمر المهرجان اثنين وخمسين يومًا، ويُعد من أكثر المهرجانات تفصيلًا وفخامةً التي أقامتها الدولة العثمانية على الإطلاق، وقد جرى توثيقه بدقة وعناية. نُظّم اللقب بأسلوب زمني، حيث تم تسجيل وقائع كل يوم على التوالي وفق ترتيبها الزمني. ألّف الكتاب كاتب يُعرف باسم "انتيزامي"، وهو اسم مستعار، بينما تولّى فنانو البلاط تنفيذ الرسوم التوضيحية[3]، وعلى رأسهم النقاش عثمان.
- 1720 صدر اللقب الهمايوني الأول سنة 1720 بأمر من السلطان أحمد الثالث، بمناسبة ختان أبنائه الأربعة. وقد استمر هذا المهرجان خمسة عشر يومًا. تولّى الشاعر وهبي توثيق هذا الحدث من خلال تأليف النص، بينما أُنجزت الرسوم التوضيحية على يد الرسّام ليفني بمساعدة فريقه. يُعدّ هذا المهرجان آخر ما تم توثيقه في اللقب، كما أنه كان الأخير من نوعه من حيث الفخامة والضخامة. ويُشير وهبي في نص اللقب إلى أنه تم اختياره لتأليف هذا الكتاب بعد فوزه في مسابقة خاصة أُقيمت لهذا الغرض.[2]

## معرض الصور

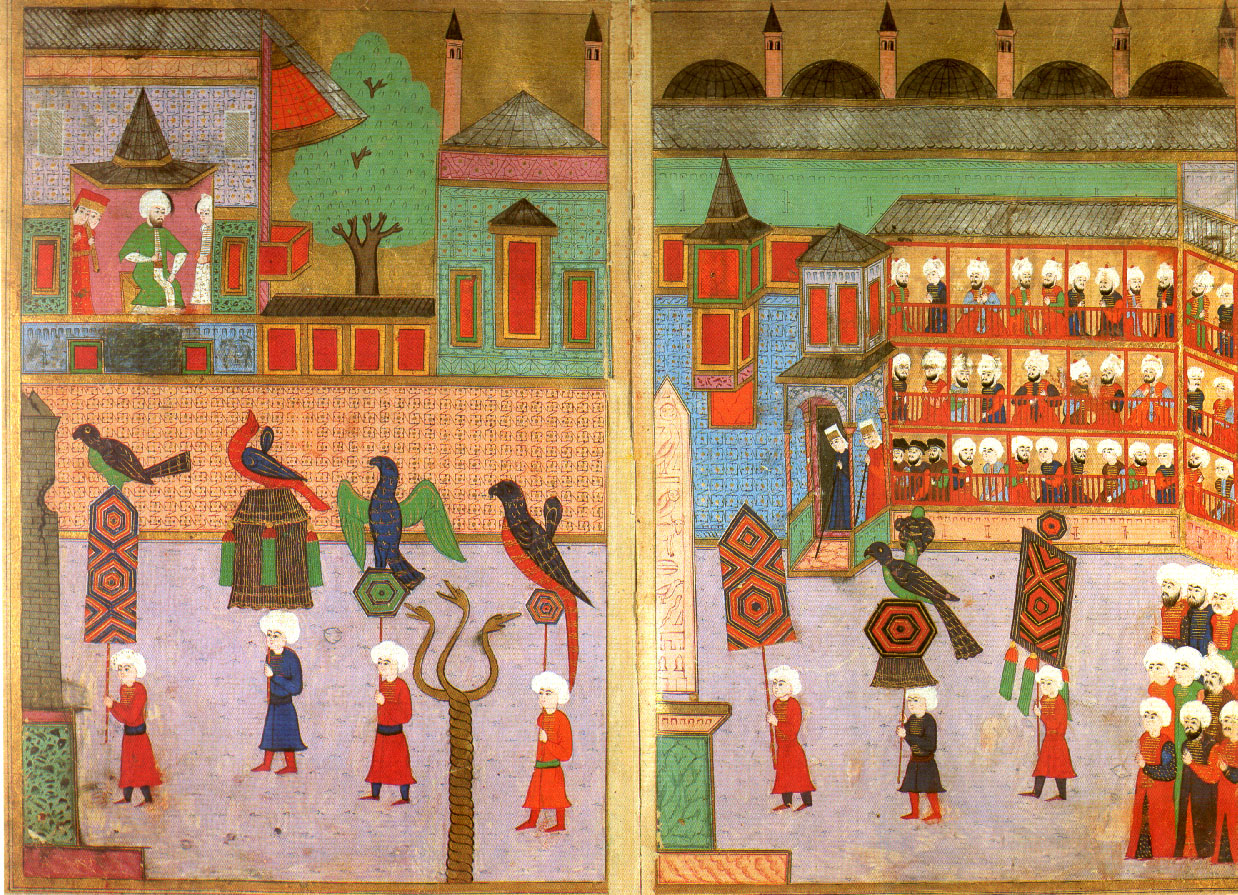
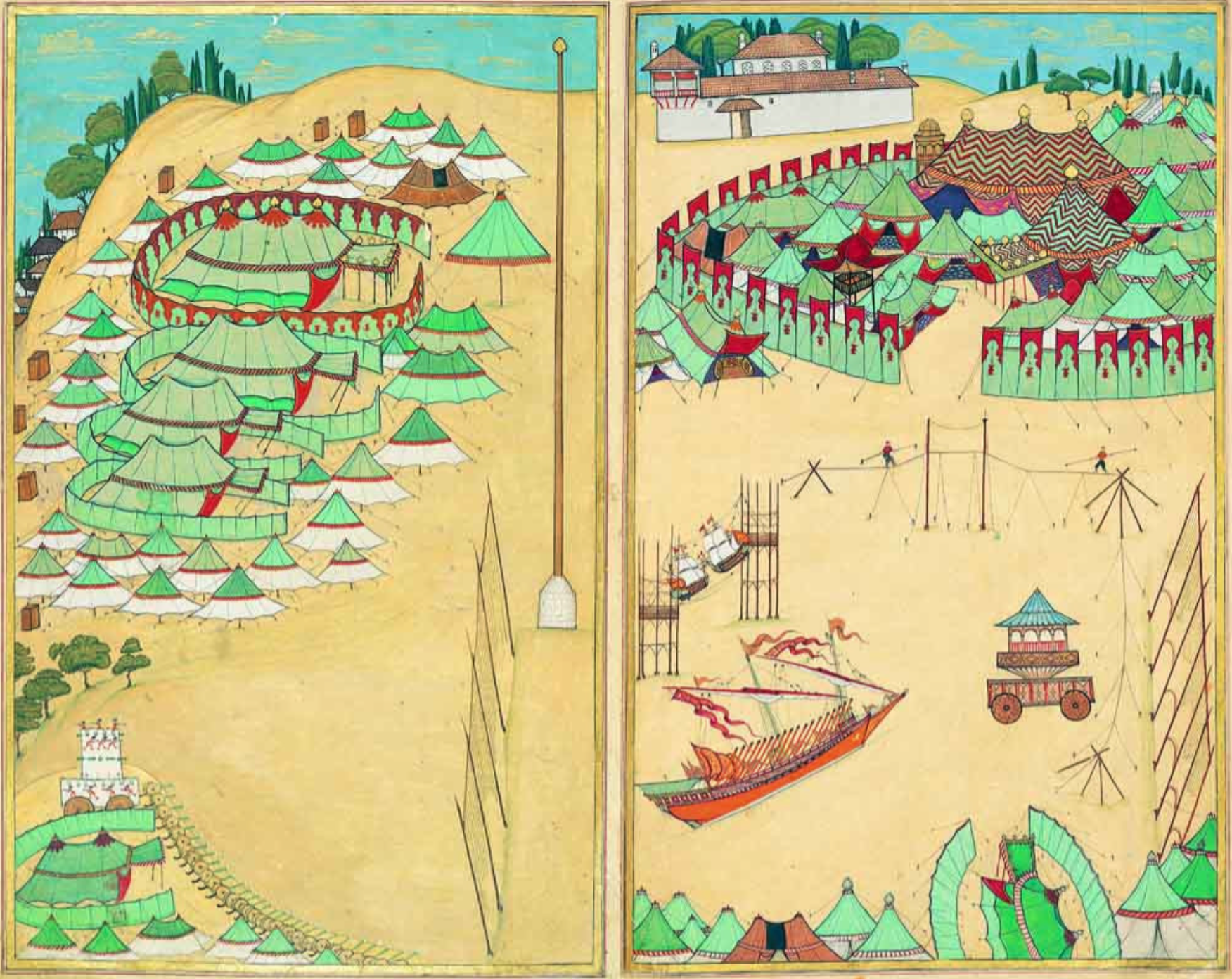
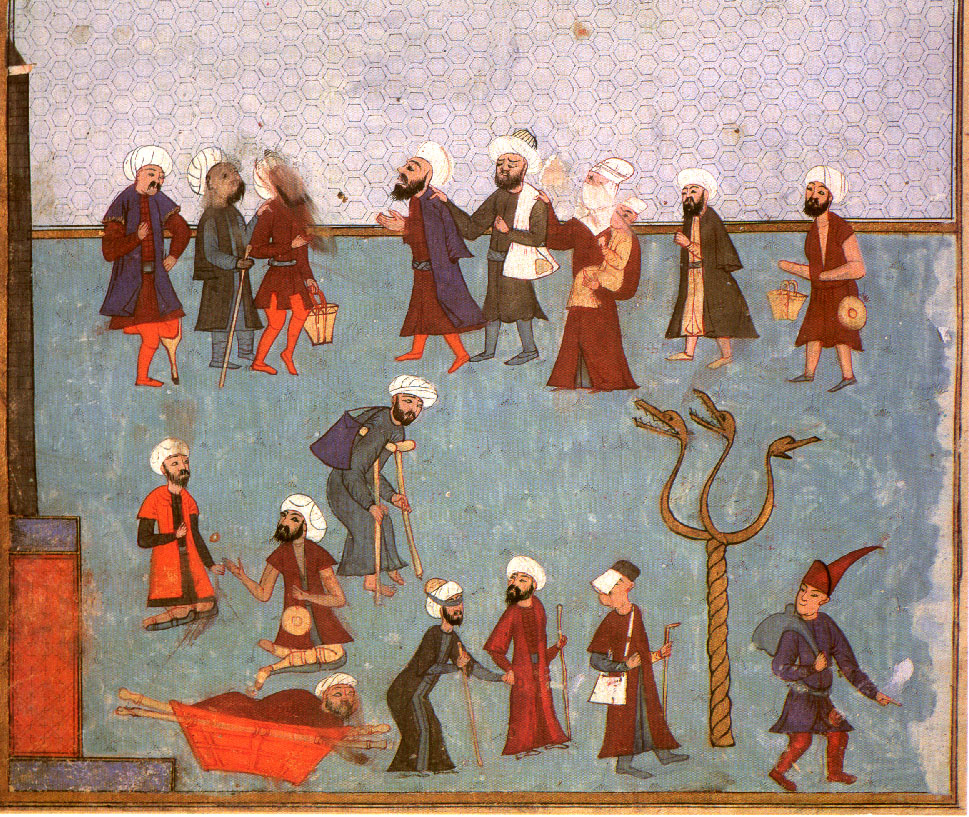
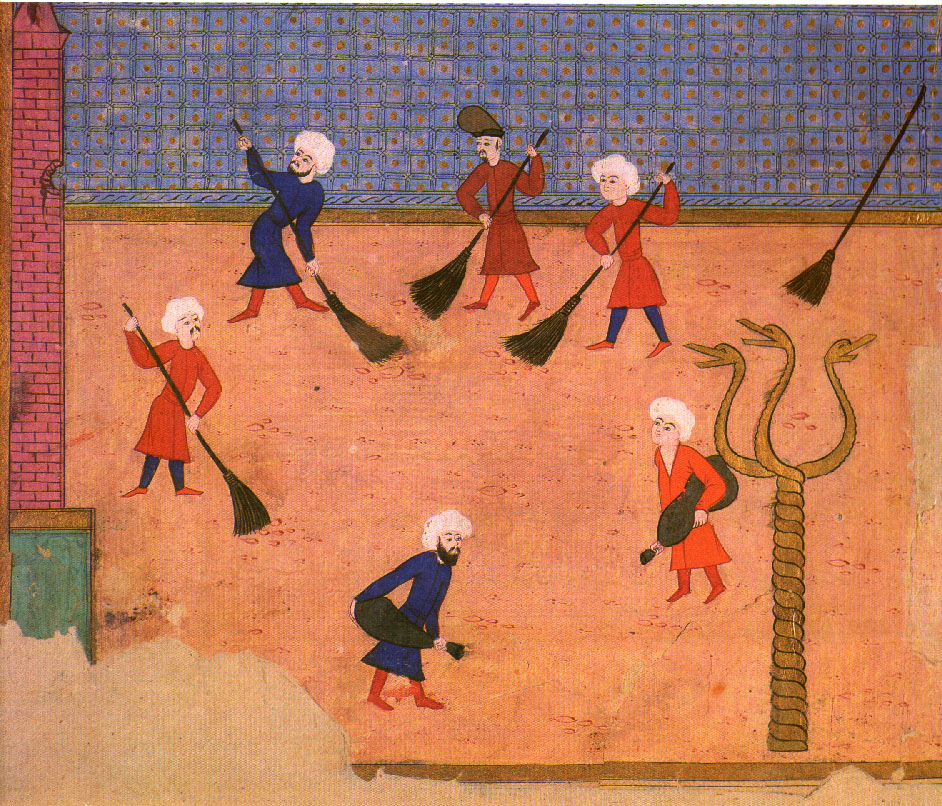
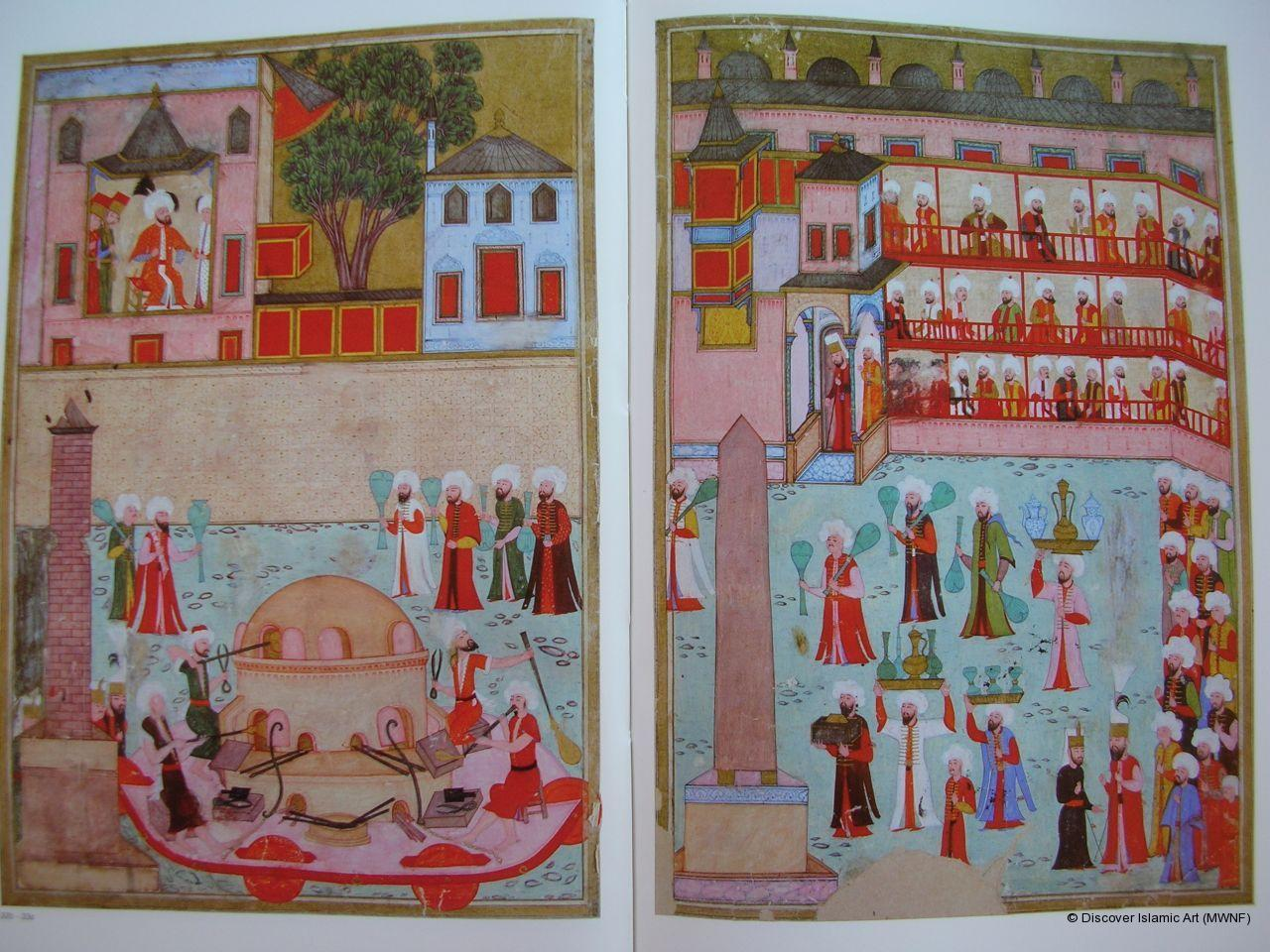
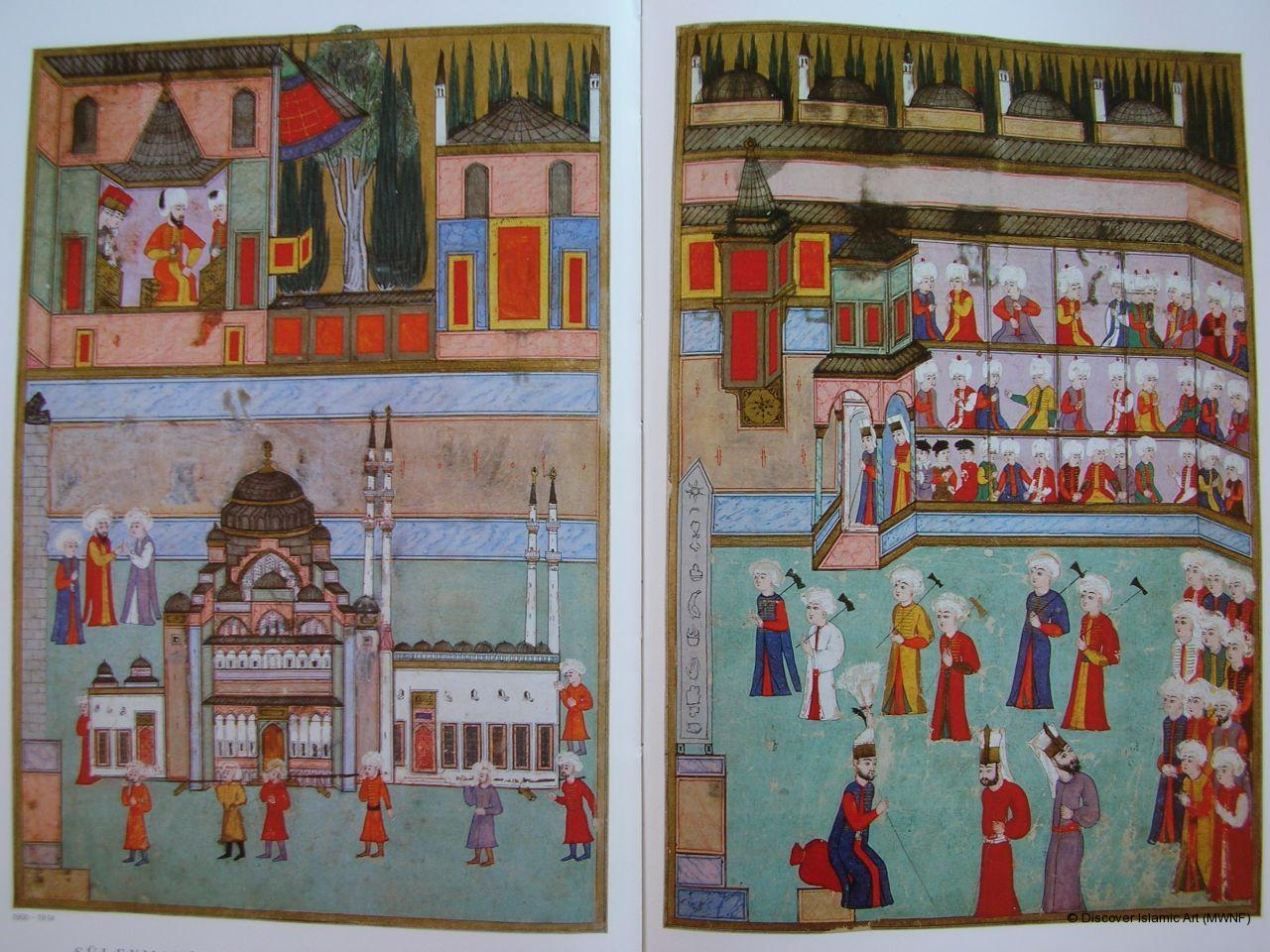
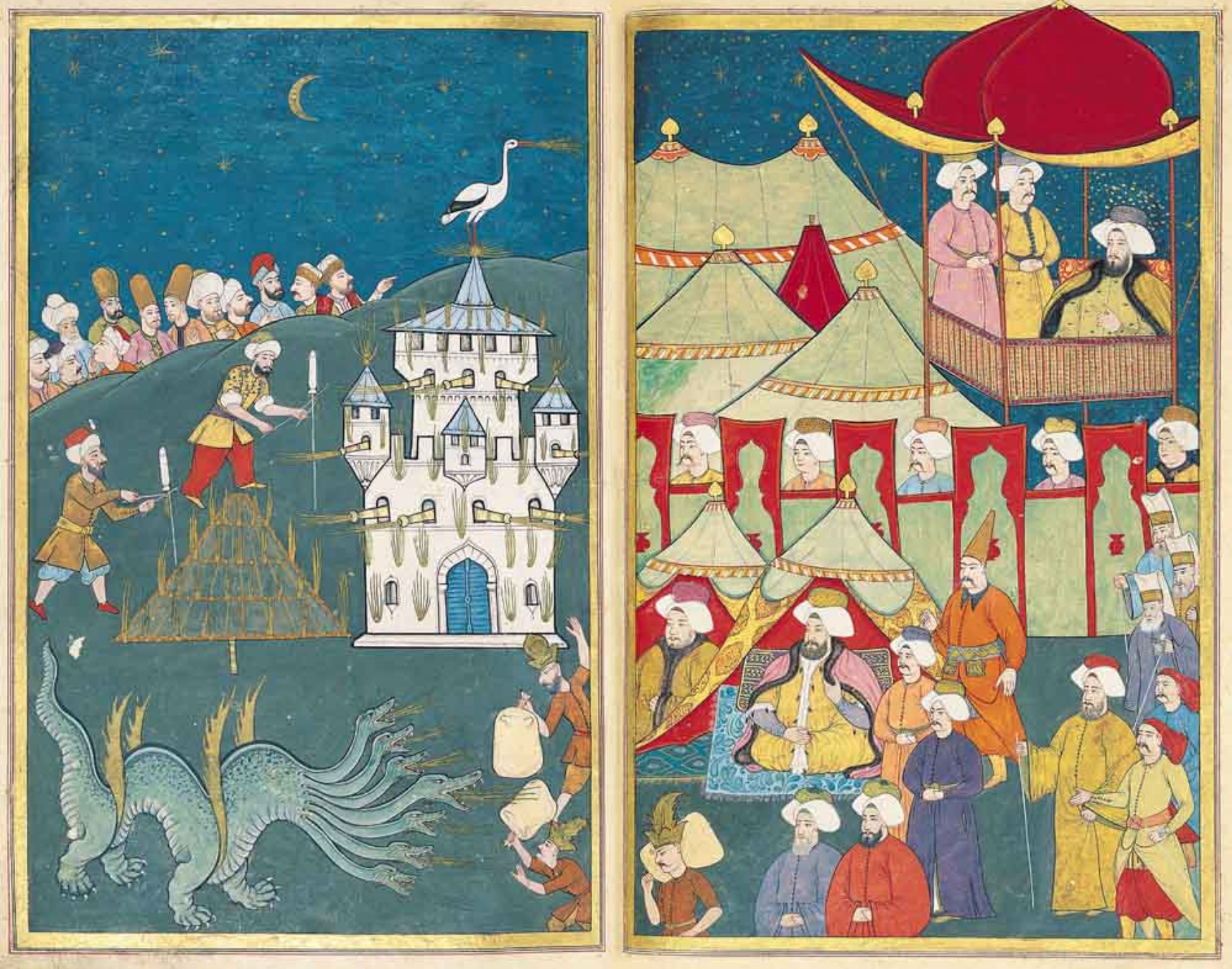
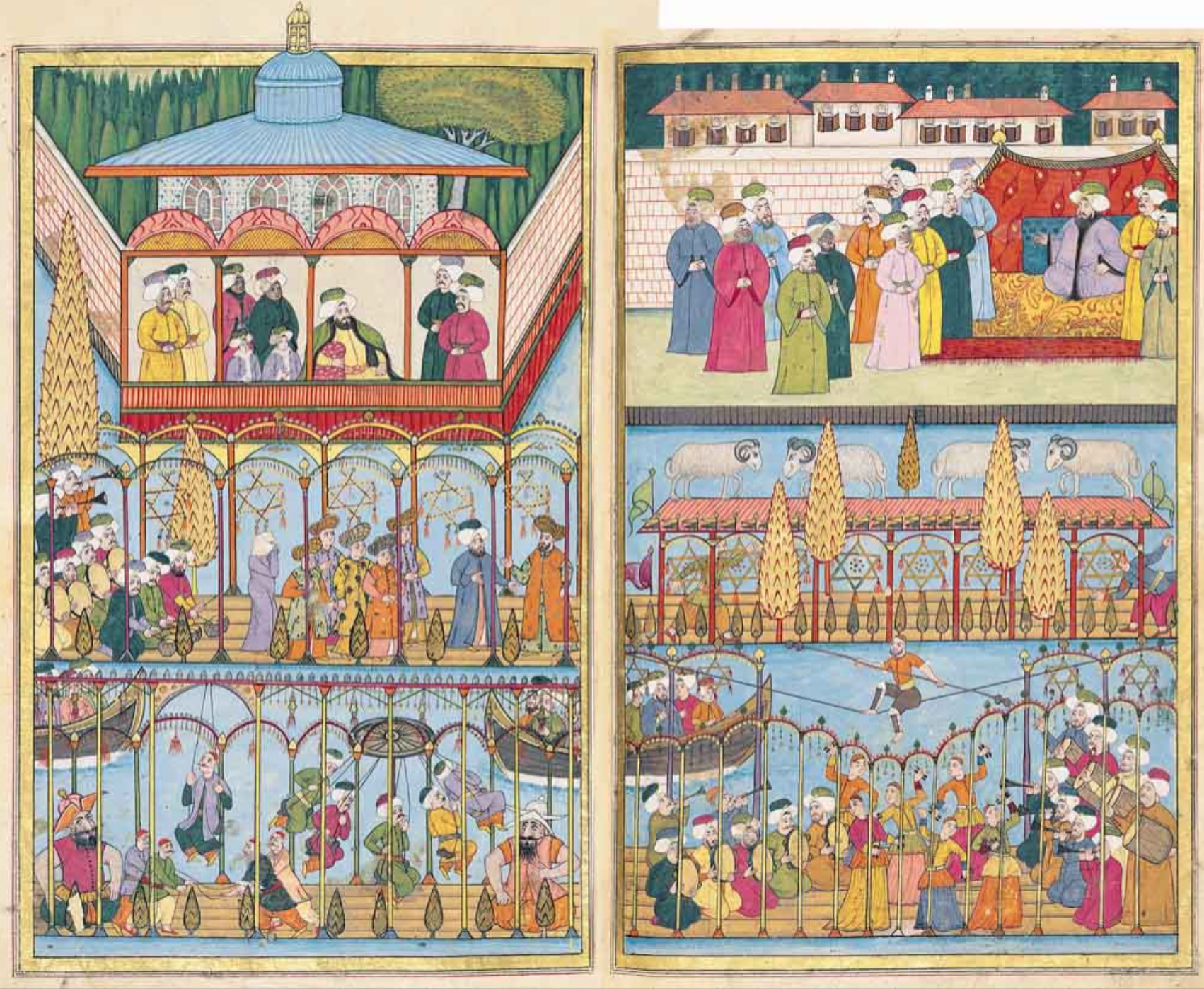

## النقابات والمجموعات الأخرى
شاركت النقابات من مختلف الحِرَف في المواكب التي كانت تُقام خلال أيام المهرجان. ولم تُدرَج هذه المواكب الحرفية ضمن الاحتفالات الرسمية إلا في عام 1582، لكن مع تطور هيكل النقابات وتعقيده في القرن السابع عشر، أصبحت هذه المواكب أكثر رسوخًا وانتظامًا. وقد اقتصرت المواكب التالية على النقابات التي شاركت فعليًا، حيث كانت كل نقابة تُنشئ موكبها الخاص. وقد جرى تصوير جميع هذه النقابات ومواكبها من خلال منمنمات مميزة ضمّها اللقب، مما أتاح توثيق تنوّع النقابات والمجموعات المشاركة في المهرجانات.

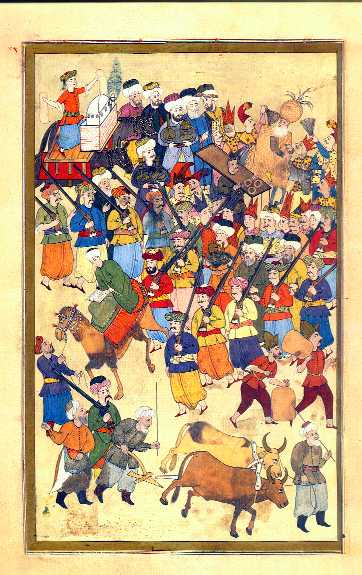
وتشارك النقابات المختلفة الموجودة في الدولة العثمانية في المهرجانات، غالبًا من خلال المسيرات والمواكب.

من بين المجموعات التي شاركت في مهرجان عام 1582، برز بائعو القهوة بشكل خاص. فقد كانت المقاهي آنذاك ظاهرة جديدة نسبيًا في الدولة العثمانية، وكان يُنظر إلى بعضها بنوع من السلبية. غير أن هذه النظرة تغيّرت عندما قدّم بائعو القهوة نموذجًا لمقهى متنقّل على عجلات، جلس داخله عدد من الزبائن كما لو كانوا في مقهى حقيقي. وقد أعجب السلطان بهذا العرض لدرجة أنه وعد بأن يكون أكثر تساهلًا مع هذه المهنة، على الأقل في الوقت الراهن.
كما نظّمت النقابات الحرفية الأخرى، مثل النحاسين والصاغة والخياطين، مواكبها الخاصة خلال المهرجان. وكان يتقدّم كل موكب رئيس النقابة، يرافقه عدد من المتدرّبين، حيث كانوا يعرضون منتجاتهم أمام الجمهور. وعلى غرار بائعي القهوة، كانت هذه النقابات تعرض نماذج مصغّرة لورشهم الحرفية محمولة على عجلات. وكان يُرافقهم عادة مئات من الشبان المتدرّبين، الذين تزيّنوا بالذهب والمجوهرات. وقد خصّص اللقب وصفًا تفصيليًا لهؤلاء الشبان، يمتدح فيه مظهرهم وأناقتهم، حتى ليبدو أنهم أُدرجوا لإثارة إعجاب المتفرّجين.
لم تقتصر المشاركة في المهرجانات على النقابات الحرفية فحسب، بل وثّق اللقب أيضًا مجموعات أخرى شاركت بفاعلية. من بين هذه الفئات كان مفتشو الأسواق (المحتسبون)، الذين ظهروا وهم يفتّشون الحشود والدكاكين والحرفيين، كما يفعلون في حياتهم اليومية. وقد ظهرت تفاعلات بين الجماهير وبعض الشخصيات مثل التولومكوس، الذين كانوا يتولون مهام الأمن وضبط النظام. ورغم أن دورهم الرسمي كان الحفاظ على النظام ومنع الاضطرابات، إلا أن اللقب يصوّرهم بطريقة طريفة، كمهرّجين يمازحون الحضور، ويقلدون الراقصين، وغير ذلك من الأفعال الفكاهية.
أما الطلاب، فعلى الرغم من عدم كونهم جزءًا رسميًا من الموكب، فقد شاركوا بطريقتهم الخاصة. فقد حضر نحو ألفي طالب من طلاب المراحل الدينية الدنيا من الأرياف، وكان هدفهم الأساسي من المشاركة إظهار حالة الفقر التي يعيشونها أمام السلطان. وفي أحد الأيام قدّموا عروضهم الخاصة، بينما قضوا يومًا آخر في الصلاة قبل أن يغادروا. وعلى الرغم من قدرتهم على تعطيل المهرجان، إلا أنهم التزموا السلوك المهذب طوال فترة وجودهم.

## طالع أيضًا
- قصر طوب قابي
- المنمنمات العثمانية

## ملحوظات
1. ↑  Terzioğlu (1995)
2. 1 2 3  Yerasimos ()
3. 1 2  Yerasimos ()
4. ↑  Terzioğlu (1995), p. 96
5. ↑  Stout (1966)
6. 1 2 3  Terzioğlu (1995), pp. 90–91
7. 1 2 3  Terzioğlu (1995), p. 87
8. ↑  Terzioğlu (1995), p. 95

## قراءة إضافية
- براغنر، روبرت. "رواية مصورة مصغرة لمهرجان في القرن الثامن عشر في إسطنبول العثمانية"، سورنام-إي وهبي، https://web.archive.org/web/20091022222229/http://geocities.com/surnamei_vehbi/index.html (تم الوصول إليه في 23 مارس/آذار 2008).
- كوبان، دوغان. "منمنمات لقب-إي وهبي". https://web.archive.org/web/20091026121811/http://geocities.com/surnamei_vehbi/kuban.html (تم الوصول إليه في 23 مارس/آذار 2008.)
- إيسين، أتيل. "قصة مهرجان عثماني في القرن الثامن عشر." المقرنصات المجلد. 10 (1993): 181–200.
- نيجيبوغلو، جولرو. سليمان القانوني وتمثيل السلطة في سياق التنافس العثماني-الهابسبورغي-البابوي. نشرة الفن 71، العدد 3 (سبتمبر 1989): 401-427.
- بروشازكا-إيسل، جيزيلا. "استعراضات النقابات في الأدب العثماني: لقب 1582". في كتاب "الحرف والحرفيون في الشرق الأوسط: تشكيل الفرد في منطقة البحر الأبيض المتوسط الإسلامية"، تحرير ثريا فاروقي وراندي ديغيلهم. نيويورك: آي بي توريس، 2005.(ردمك 1-86064-700-6)رقم ISBN 1-86064-700-6

## روابط خارجية
يمكن زيارة المواقع التالية لرؤية المزيد من الصور من الألقاب المختلفة
- تقويم مقهى اسطنبول 2004
- العرض الكبير (عام 1582): مجلة كورنوكوبيا، العدد 18، 1999